# Hovhannes IV (ormiański patriarcha Konstantynopola)
Hovhannes IV (ur. ?, zm. ?) – w latach 1651–1655 25. ormiański Patriarcha Konstantynopola.